# Simona Richter
Simona Richter est une judokate roumaine née le 27 mars 1972 à Reșița.

## Biographie
Elle dispute les Jeux olympiques d'été de 2000 à Sydney où elle remporte la médaille de bronze.

## Palmarès

### Jeux olympiques
- Jeux olympiques d'été de 2000 à Sydney
  -  Médaille de bronze en -78 kg[1]